# Гіжаса-де-Жос
Гіжаса-де-Жос (рум. Ghijasa de Jos) — село у повіті Сібіу в Румунії. Входить до складу комуни Нокріх.
Село розташоване на відстані 212 км на північний захід від Бухареста, 24 км на північний схід від Сібіу, 113 км на південний схід від Клуж-Напоки, 98 км на захід від Брашова.

## Населення
За даними перепису населення 2002 року у селі проживали 115 осіб, усі — румуни. Усі жителі села рідною мовою назвали румунську.